# Comuna Kozarî, Nosivka
Kozarî (în ucraineană Козари) este o comună în raionul Nosivka, regiunea Cernihiv, Ucraina, formată din satele Andriivka și Kozarî (reședința).

## Demografie
Componența lingvistică a comunei Kozarî
     Ucraineană (98,44%)
     Rusă (1,56%)
Conform recensământului din 2001, majoritatea populației comunei Kozarî era vorbitoare de ucraineană (98,44%), existând în minoritate și vorbitori de rusă (1,56%).